# Hoplismenus polyleucos
Hoplismenus polyleucos är en stekelart som beskrevs av Heinrich 1961. Hoplismenus polyleucos ingår i släktet Hoplismenus och familjen brokparasitsteklar. Inga underarter finns listade i Catalogue of Life.